# 1960-as magyar asztalitenisz-bajnokság
Az 1960-as magyar asztalitenisz-bajnokság a negyvenharmadik magyar bajnokság volt. A bajnokságot február 26. és 28. között rendezték meg Budapesten, a Nemzeti Sportcsarnokban.

## Eredmények
| Versenyszám  | Arany                                                             | Arany | Ezüst                                                            | Ezüst | Bronz | Bronz |
| ------------ | ----------------------------------------------------------------- | ----- | ---------------------------------------------------------------- | ----- | --- | ----- |
| Férfi egyéni | Berczik Zoltán Vasútépítő Törekvés                                |       | Sidó Ferenc Bp. Vörös Meteor                                     |       | Földy László Bp. Vörös MeteorHalpert Tamás Bp. Spartacus                                                        |       |
| Női egyéni   | Máthé Sára Ferencvárosi TC                                        |       | Mossóczy Lívia egyesületen kívüli                                |       | Kerekes Imréné Bp. Vörös MeteorLantosné Farkas Gizella Bp. Vörös Meteor                                         |       |
| Férfi páros  | Sidó Ferenc, Berczik Zoltán Bp. Vörös Meteor, Vasútépítő Törekvés |       | Földy László, Bubonyi Zoltán Bp. Vörös Meteor, VM Egyetértés     |       | Pigniczki László, Halpert Tamás Bp. SpartacusRegőczi Ottó, Braun László BRESC                                   |       |
| Női páros    | Lantosné Farkas Gizella, Kerekes Imréné Bp. Vörös Meteor          |       | Kóczián Éva, Mossóczy Lívia Bp. Vörös Meteor, egyesületen kívüli |       | Mezei Éva, Szarvas Miklósné VM KözértMarosvölgyi Éva, Kárpáti Rózsi Külker SC                                   |       |
| Vegyes páros | Berczik Zoltán, Kóczián Éva Vasútépítő Törekvés, Bp. Vörös Meteor |       | Sidó Ferenc, Mossóczy Lívia Bp. Vörös Meteor, egyesületen kívüli |       | Bubonyi Zoltán, Máthé Sára VM Egyetértés, Ferencvárosi TCFöldy László, Lantosné Farkas Gizella Bp. Vörös Meteor |       |